# César Augusto Ramírez
César Augusto Ramírez Caje, né le 24 mars 1977 à Curuguaty au Paraguay, est un footballeur international paraguayen. Il évoluait au poste d'attaquant.

## Biographie

### En club
Avec l'équipe du Sporting Portugal, il dispute quatre matchs en Ligue des champions, et un match en Coupe de l'UEFA. En Ligue des champions, il inscrit un but contre le club belge de Lierse, le 10 décembre 1997.
Avec le club du Cerro Porteño, il remporte trois titres de champion du Paraguay. Il s'illustre également en Copa Sudamericana, atteignant les demi-finales de cette compétition en 2009, en étant éliminé par le club brésilien de Fluminense, futur vainqueur de l'épreuve.

### En équipe nationale
Avec la sélection paraguayenne des moins de 20 ans, il participe à la Coupe du monde des moins de 20 ans 1997 organisée en Malaisie. Lors du mondial junior, il joue un match contre le Costa Rica.
César Ramírez reçoit 17 sélections en équipe du Paraguay entre 1997 et 2006, sans inscrire de but.
Retenu par le sélectionneur Paulo César Carpeggiani afin de participer à la Coupe du monde 1998 organisée en France, il dispute deux matchs lors mondial : contre la Bulgarie et l'Espagne.

## Palmarès
- Vainqueur de la Coupe du Brésil en 2006 avec Flamengo
- Champion du Paraguay en 2001, 2004 et 2009 (Apertura) avec le Cerro Porteño